# Schoolyard Ghosts
Schoolyard Ghosts — szósty album studyjny brytyjskiego duetu No-Man.
Do wydania dostępnego w sklepie internetowym zespołu dołączono drugą płytę, zawierającą alternatywne wersje utworów z płyty.

## Lista utworów

### CD 1
1. All Sweet Things (6:47)
2. Beautiful Songs You Should Know (4:26)
3. Pigeon Drummer (6:18)
4. Truenorth (12:48)
5. Wherever There is Light (4:21)
6. Song of the Surf (6:12)
7. Streaming (3:32)
8. Mixtaped (8:36)

### CD 2 (tylko wersja rozszerzona)
1. Truenorth Part 1 - strings (1:50)
2. Truenorth Part 2 - alternate (3:51)
3. Beautiful Songs You Should Know - alternate (4:06)
4. Pigeon Beater (3:04)
5. Song of the Surf - alternate (3:49)
6. Truenorth Part 2 - video edit (4:19)

## Twórcy
- Tim Bowness – śpiew, melotron, fortepian, instrumenty elektroniczne
- Steven Wilson – gitara elektryczna, gitara akustyczna, gitara basowa, fortepian, instrumenty klawiszowe, instrumenty perkusyjne
- Theo Travis – flet, saksofon (Truenorth, 'Wherever There is Light, Mixtaped)
- Peter Chilvers – sample (All Sweet Things)
- Colin Edwin – akustyczna gitara basowa (Beautiful Songs You Should Know)
- Rick Edwards – instrumenty perkusyjne (Beautiful Songs You Should Know)
- Marianne De Chastelaine – wiolonczela (Beautiful Songs You Should Know)
- Pat Mastelotto – instrumenty perkusyjne (Pigeon Drummer, Song of the Surf)
- Fabrice Lefebvre – yang t’chin (Truenorth)
- Andy Booker - instrumenty perkusyjne (Truenorth, Streaming)
- Bruce Kaphan – gitara (Wherever There is Light, Streaming)
- Pete Morgan – gitara basowa (Streaming)
- Gavin Harrison - instrumenty perkusyjne (Mixtaped)
- Dave Stewart - aranżacja instrumentów smyczkowych